# Велика кућа, велики град
Велика кућа, велики град је двадесет трећи студијски албум певачице Снежане Ђуришић. Објављен је крајем 2009. године за Гранд продукцију.

## Песме
| Песма                    | Музика                     | Текст             | Аранжман                  |
| ------------------------ | -------------------------- | ----------------- | ------------------------- |
| Велика кућа, велики град | Славко Стефановић Славкони | Станија Бркић     | Мирољуб Аранђеловић Кемиш |
| Добро се оженио          | Славко Стефановић Славкони | Влада и Чарли 013 | Мирољуб Аранђеловић Кемиш |
| Кашичица                 | Славко Стефановић Славкони | Влада и Чарли 013 | Мирољуб Аранђеловић Кемиш |
| Лажеш ме, љубави моја    | Зоран Матић                | Зоран Матић       | Мирољуб Аранђеловић Кемиш |
| У моје име одустани      | Славко Стефановић Славкони | Саша Ракић        | Мирољуб Аранђеловић Кемиш |
| Љубавне враџбине         | Бојан Мемишевић            | Саша Ракић        | Мирољуб Аранђеловић Кемиш |
| Да је срце знало         | Миша Мијатовић             | Стева Симеуновић  | Мирољуб Аранђеловић Кемиш |
| Да заиграм               | Бојан Мемишевић            | Бојан Лежајић     | Драган Ћирковић Ћира      |
| Три пута по српски       | Славко Стефановић Славкони | Саша Милошевић    | Мирољуб Аранђеловић Кемиш |
| Имуна на тебе            | Бојан Мемишевић            | Саша Ракић        | Мирољуб Аранђеловић Кемиш |
| Где ћу сама              | Мића Николић               | Миодраг Ж. Илић   | Мића Николић              |

## Информације о албуму
- Продуцент: Мирољуб Аранђеловић Кемиш
- Пратећи вокали: Ивана Селаков
- Кларинет: Боки Милошевић
- Виолине: Дејан Костић
- Фотографије: Дејан Милићевић
- Шминка: Слађа Пинк
- Дизајн: Драган ШухАРТ